# Eva Dudková
Eva Dudková (dříve Pužejová, * 17. prosinec 1936 Netolice) je česká učitelka a sbormistryně.

## Život
Eva Dudková se narodila 17. prosince 1936 v jihočeských Netolicích. S hudbou se začala seznamovat už na obecné škole v Netolicích, kde docházela do pěveckého sboru pod vedením Josefa Vlčka a Bohumily Plášilové. Ve stejné době se soukromě učila hrát na housle a na klavír. V roce 1954 maturovala na gymnáziu v Prachaticích.
V polovině padesátých let byl v jihočeském kraji nedostatek pedagogů, mladým lidem bylo proto umožněno, že pokud půjdou učit, mohou si vysokou školu dodělat při zaměstnání. Tuto nabídku Eva Dudková v necelých osmnácti letech přijala a v roce 1954 začala učit, o dva roky později odmaturovala na Pedagogické škole v Českých Budějovicích. Další vzdělání v hudební výchově pak získávala na různých celostátních kurzech.
V letech 1955-1966 vedla různé pěvecké kroužky na ZDŠ v Netolicích, tato činnost byla dvakrát přerušena její mateřskou dovolenou. Mezi lety 1956 a 1964 řídila smíšený pěvecký sbor Rudných dolů v Netolicích, ve kterém zpívali i její mnozí rodinní příslušníci. V srpnu 1969 se zúčastnila školení sbormistrů, kde Jaromír Richter, sbormistr Dětského rozhlasového sboru v Ostravě, přednášel o základech hlasové techniky Přemysla Kočího, kterou upravil pro dětské pěvecké sbory. Eva Dudková tuto metodu začala používat v malém kroužku zpívajících dětí, což ji vedlo k založení Netolického dětského sboru.
V roce 1969 založila dětský pěvecký sbor Netoličtí vrabčáci (původně Netolický dětský sbor), který vedla do roku 2009 (jeho přípravné oddělení Berušky vedla až do roku 2013). V letech 1970 až 1972 absolvovala kurz pro sbormistry pod vedením Čestmíra Staška, kde se setkala s hudebním skladatelem Miroslavem Raichlem, se kterým pak dlouho spolupracovala.
Na přelomu 60. a 70. let vznikl také přípravný sbor pro malé děti, který se původně jmenoval Mandelinky a je určen pro žáky 2. a 3. tříd. Později byl tento sbor přejmenován na Berušky, od roku 2013 jej vede Mgr. Gabriela Turková.
V roce 1984 se Netolický dětský sbor přejmenoval na Netolické vrabčáky, na popud Václava Fischera, který navrhl název Slavíci, tento návrh Eva Pužejová odmítla s odůvodněním, že je příliš zavazující a že neodkazuje k místu působení sboru, proto byl vybrán současný skromnější název.
V témž roce byl založen i Dívčí komorní sbor, mnohé dívky totiž chtěly po odchodu ze sboru ve zpívání pokračovat. Protože většina z nich bydlela na internátech či na kolejích a nemohla se účastnit pravidelných zkoušek, byla činnost tohoto sboru přerušena. Obnoven byl až v roce 1994 a od té doby jej vede Miluše Vinciková, od roku 1999 nese tento sbor název Bel canto (libým zpěvem).
V roce 1992 u Evy Dudkové na stáži působil Lukáš Holec, pozdější pedagog na Základní umělecké škole v Českém Krumlově. Tato zkušenost ho později vedla k založení vlastního sboru Krumlovská medvíďata, který dosáhl mnohých úspěchů v Česku a spolupracuje i se zahraničními sbory.
V roce 2000 začala Eva Dudková spolupracovat s Petrou Hlouškovou (dnes Mgr. Petra Sklářová), která od ní vedení sboru postupně převzala. Od roku 2011 sbor vede samostatně, Eva Dudková se pravidelně účastní vystoupení a soustředění a s vedením sboru nadále vypomáhá.
V roce 2016 pro ni byl uspořádán gratulační koncert na zámku Kratochvíle, na němž vystoupily netolické sbory a umělci a kde jí zároveň bylo zastupitelstvem města Netolice uděleno čestné občanství.

### Netoličtí vrabčáci
Sbor pod vedením Evy Dudkové dosáhl mnoha úspěchů na celostátních přehlídkách a v zahraničí. Čtyřikrát se pod jejím vedením účastnil celostátní přehlídky školních dětských pěveckých sborů. V roce 1979 a 1980 se stal absolutním vítězem soutěže Písně přátelství v kategorii školních sborů, čímž získal titul Laureáta soutěže. Dvakrát se účastnil festivalu dětských pěveckých sborů Je kraj, kde voní tráva v Sušici.
Vystoupení sbor pořádá nejen v České republice, ale i například ve Francii, Rakousku, Švýcarsku, Německu, Polsku a Chorvatsku.